# Brandãozinho
Antenor Lucas, ismertebb nevén: Brandãozinho (Campinas, 1925. június 9. – São Paulo, 2000. április 6.), brazil válogatott labdarúgó.
A brazil válogatott tagjaként részt vett az 1953-as Dél-amerikai bajnokságon és az 1954-es világbajnokságon.

## Sikerei, díjai
Brazília
- Dél-amerikai ezüstérmes (1): 1953